# Velký projekt městské obnovy
Velký projekt městské obnovy (francouzsky Grand projet de renouvellement urbain) je rozsáhlá urbanistická koncepce týkající se města Paříže. Tato operace byla navržena meziresortní městskou komisí 1. října 2001. Jejím cílem je přehodnotit a lépe začlenit do města okrajové městské čtvrti, které se vyznačují vyšší nezaměstnaností a nižšími příjmy, než zbytek města. Plán řeší především zlepšení bydlení a životního prostředí ve městě, vytváření veřejných zařízení a služeb pro obyvatele a hospodářský rozvoj.

## Dotčená území
Projekt se týká následujících čtvrtí a oblastí:
- Obytná čtvrť Olympiades ve 13. obvodu
- J. Bédier - Porte d'Ivry,[1] Avenue Boutroux ve 13. obvodu
- Plaisance, Porte de Vanves ve 14. obvodu
- Porte Pouchet v 15. obvodu
- Porte de Montmartre, Porte de Clignancourt a oblast Poissonniers v 18. obvodu
- Cité Michelet[2] v 19. obvodu
- Saint-Blaise[3] ve 20. obvodu
- Porte de Montreuil, La Tour du Pin ve 20. obvodu
- Porte de Vincennes ve 20. obvodu
- Porte des Lilas ve 20. obvodu
- Oblast na severovýchodu Paříže v 18. a 19. obvodu